# アカデミア (小惑星)
アカデミア (829 Academia) は小惑星帯に位置する小惑星である。ウクライナのシメイズ天文台でグリゴリー・ネウイミンによって発見された。
ロシア科学アカデミー (Russian Academy of Sciences) の創設200周年を記念して命名された。